# Temporada 2007 de la Red Bull MotoGP Rookies Cup
A partir de su primera temporada, la temporada 2007 de la Red Bull MotoGP Rookies Cup continuó con la búsqueda de futuros campeones del mundo. La temporada 2007 comienzo con una carrera durante el fin de semana de carrera del Gran Premio de España en Jerez el 25 de marzo y terminó durante el fin de semana de carrera del Gran Premio de Valencia en Valencia el 4 de noviembre. Otros siete grandes premios europeos ven a los rookies correr en cada sábado por lo que es un campeonato de siete carreras.
Los derechos comerciales del campeonato están en manos de los titulares de los derechos del Campeonato Mundial de MotoGP, Dorna Sports.
El francés Johann Zarco se proclamó campeón en la última carrera.

## Calendario
| Ronda | Fecha          | Gran Premio                                     | Circuito              | Pole Position    | Vuelta Rápida    | Piloto Ganador   |
| ----- | -------------- | ----------------------------------------------- | --------------------- | ---------------- | ---------------- | ---------------- |
| 1     | 25 de marzo    | Spanish Grand Prix                              | Circuito de Jerez     | Luis Salom       | Lorenzo Savadori | Lorenzo Savadori |
| 2     | 3 de junio     | Italian Grand Prix                              | Mugello Circuit       | Johann Zarco     | Johann Zarco     | Johann Zarco     |
| 3     | 24 de junio    | British Grand Prix                              | Donington Park        | Lorenzo Savadori | Lorenzo Savadori | Lorenzo Savadori |
| 4     | 30 de junio    | Gran Premio de los Países Bajos de Motociclismo | TT Circuit Assen      | Johann Zarco     | Luis Salom       | Luis Salom       |
| 5     | 15 de julio    | German Grand Prix                               | Sachsenring           | Johann Zarco     | Cameron Beaubier | Cameron Beaubier |
| 6     | 19 de agosto   | Czech Republic Grand Prix                       | Masaryk Circuit       | Matthew Hoyle    | Matthew Hoyle    | Johann Zarco     |
| 7     | 4 de noviembre | Valencian Grand Prix                            | Circuit Ricardo Tormo | Johann Zarco     | Johann Zarco     | Johann Zarco     |

## Estadísticas
| Pos | Piloto               | ESP | ITA | GBR | NED | GER | CZE | VAL | Pts |
| --- | -------------------- | --- | --- | --- | --- | --- | --- | --- | --- |
| 1   | Johann Zarco         | 3   | 1   | 2   | 13  | 2   | 1   | 1   | 134 |
| 2   | Lorenzo Savadori     | 1   | 2   | 1   | 11  | 5   | Ret | 6   | 96  |
| 3   | Matthew Hoyle        | 16  | 4   | 3   | 7   | 6   | 2   | 5   | 79  |
| 4   | Luis Salom           | 2   | Ret | Ret | 1   | Ret | 4   | 4   | 71  |
| 5   | Cyril Carrillo       | 5   | 11  | 8   | 5   | Ret | 3   | 3   | 67  |
| 6   | Cameron Beaubier     | 15  | Ret | 6   | 2   | 1   | Ret | 15  | 59  |
| 7   | Deane Brown          | 8   | Ret | 5   | 6   | Ret | 9   | 2   | 56  |
| 8   | Markus Reiterberger  | 7   | 8   | 4   | 12  | 4   | 14  | 12  | 54  |
| 9   | Kristian Lee Turner  | Ret | 3   | Ret | 3   | 14  | Ret | 8   | 42  |
| 10  | Robert Gull          | 4   | 12  | 17  | Ret | 3   | 7   | Ret | 42  |
| 11  | Sturla Fagerhaug     | 9   | 6   | 12  | 17  | Ret | 6   | 7   | 40  |
| 12  | Lucy Glöckner        | Ret | Ret | 7   | 9   | 9   | 10  | 10  | 36  |
| 13  | Cristian Trabalón    | 6   | Ret | Ret | 4   | Ret | 5   | Ret | 34  |
| 14  | Daniel Kartheininger | 11  | Ret | 10  | 8   | 7   | Ret | 11  | 34  |
| 15  | Lukáš Šembera        | Ret | 9   | 11  | 14  | 8   | 12  | 16  | 28  |
| 16  | J. D. Beach          | 14  | 10  | 13  | 10  | 13  | 8   | 18  | 28  |
| 17  | Adam Blacklock       | 10  | 15  | 14  | 15  | 10  | 11  | 17  | 22  |
| 18  | Christoph Schönberg  | 12  | 9   | Ret | Ret | 15  | 15  | 14  | 17  |
| 19  | Javier Cholbi        | 13  | 14  | 15  | 16  | 11  | 13  | 20  | 14  |
| 20  | Stuart Mitchell      | 17  | 5   | Ret | 19  | Ret | 16  | 22  | 11  |
| 21  | Jamie Mossey         | Ret | Ret | 9   | Ret | 17  | Ret | 19  | 7   |
| 22  | Péter Sebestyén      | Ret | 13  | Ret | 18  | 12  | Ret | Ret | 7   |
|     | Daijiro Hiura        |     |     |     |     |     |     | 9   | 0   |
|     | Yuga Yokoo           |     |     |     |     |     |     | 13  | 0   |
|     | Javier Sánchez       |     |     | 16  |     | 16  |     | 21  | 0   |
| Pos | Piloto               | ESP | ITA | GBR | NED | GER | CZE | VAL | Pts |

| Color     | Resultado                                                               |
| --------- | ----------------------------------------------------------------------- |
| Oro       | Ganador                                                                 |
| Plata     | 2.ª plaza                                                               |
| Bronce    | 3.ª plaza                                                               |
| Verde     | Finalizó en los puntos                                                  |
| Azul      | Finalizó sin puntos                                                     |
| Azul      | NC - No clasificado                                                     |
| Violeta   | Ret - No terminó (Carrera)                                              |
| Rojo      | DNQ - No se clasificó                                                   |
| Negro     | DSQ - Descalificado                                                     |
| Blanco    | DNS - No empezó (carrera)                                               |
| Blanco    | WD - Retirado (fin de semana)                                           |
| Blanco    | C - Carrera cancelada                                                   |
| Sin color | DNP - Inscrito pero no participó                                        |
| Sin color | INJ - Lesionado                                                         |
| Sin color | EX - Excluido                                                           |
| Estado    | Resultado                                                               |
| Negrita   | Pole position                                                           |
| Cursiva   | Vuelta rápida                                                           |
| †         | Abandona, pero clasifica al completar el porcentaje requerido para ello |

## Pilotos
Notas
- Todos los pilotos usan KTM
- Los neumáticos son suministrados por Dunlop

| No | Piloto               |
| -- | -------------------- |
| 3  | Daniel Kartheininger |
| 5  | Johann Zarco         |
| 6  | Péter Sebestyén      |
| 7  | Deane Brown          |
| 9  | Lukáš Šembera        |
| 11 | Jamie Mossey         |
| 12 | Javier Cholbi        |
| 16 | Cameron Beaubier     |
| 21 | Javier Sánchez       |
| 22 | Cyril Carrillo       |
| 23 | Matthew Hoyle        |
| 28 | Markus Reiterberger  |
| 32 | Lorenzo Savadori     |
| 33 | Sturla Fagerhaug     |
| 35 | Christoph Schönberg  |
| 36 | Stuart Mitchell      |
| 38 | Kristian Lee Turner  |
| 39 | Luis Salom           |
| 52 | Adam Blacklock       |
| 56 | Daijiro Hiura        |
| 62 | Yuga Yokoo           |
| 66 | Robert Gull          |
| 69 | Lucy Glöckner        |
| 73 | J. D. Beach          |
| 92 | Cristian Trabalón    |